# Give It to Me (canção de Sistar)
"Give It to Me" é uma canção do girl group sul-coreano Sistar. Foi lançada como faixa principal do álbum Give It to Me em 11 de junho de 2013 através da Starship Entertainment.

## Lançamento
Em 15 de maio, a Starship anunciou que Sistar faria seu comeback em junho. Em 2 de junho a Starship confirmou que Sistar faria seu retorno com o segundo álbum de estúdio.
Em 3 de junho de 2013, fotos teasers de Dasom e Bora foram lançadas. Em 4 de junho, Sistar lançou fotos teasers de todas as integrantes e revelou que elas fariam o lançamento tendo o Moulin Rouge como tema. No mesmo dia, o grupo lançou fotos adicionais para "Give It to Me".
Em 11 de junho de 2013, Sistar lançou o álbum de estúdio Give It to Me.
Em 19 de junho de 2013, o grupo revelou o vídeo de ensaio de "Give It to Me".

## Promoção
O grupo promoveu a faixa-título "Give It to Me" em vários programas musicais, junto com a faixa "Hey You". Elas se apresentaram no Music Bank da KBS, Show! Music Core da MBC, Inkigayo da SBS e M! Countdown da Mnet no mês de junho.

## Videoclipe
Em 6 de junho, Sistar lançou um vídeo teaser sexy para "Give It to Me". O vídeo mostra partes da coreografia, incluindo a dança com a angola de Bora. Em 11 de junho de 2013, Sistar lançou o vídeo completo de "Give It to Me". O videoclipe é teatral e dramático, ressaltando a sensualidade e o fascínio característicos do grupo. A participação hilariante do comediante Shin Dong-yup encerra o vídeo.

## Recepção
Em 11 de junho, a canção "Give It to Me" alcançou o primeiro lugar em todas as nove paradas musicais dentro de duas horas de seu lançamento, marcando um all-kill. Sistar ficou na primeira posição na Melon, Mnet, Olleh Music, Bugs, Soribada, Monkey3, Naver Music, Cyworld Music e Daum Music
A canção também recebeu prêmios de primeiro lugar em várias apresentações em programas musicais, Tríplice Coroa no M! Countdown da Mnet (20 e 27 de junho, e 4 de julho) e no Music Bank da KBS (21 e 28 de junho e 5 de julho), Coroa Dupla no Show! Music Core da MBC (22 e 29 de junho) e no Inkigayo da SBS (23 e 30 de junho) and a single win in Show Champion da MBC Music (26 de junho).

## Desempenho nas paradas
| Parada                  | Melhor posição |
| ----------------------- | -------------- |
| Gaon Singles chart      | 1              |
| Billboard K-Pop Hot 100 | 1              |

## Créditos
- Hyorin - vocais
- Soyou - vocais
- Dasom - vocais
- Bora - vocais, rap
- Duble Sidekick - produção, composição, arranjo, música